# Tippgemeinschaft (Anthologie)
Die Tippgemeinschaft ist die seit 2003 jährlich erscheinende Anthologie der Studierenden des Deutschen Literaturinstituts Leipzig. Der Gründer und Herausgeber der ersten beiden Ausgaben war Claudius Nießen. Seit der „Tippgemeinschaft 2005“ wechseln die Herausgeber jährlich. Die Gestaltung übernehmen häufig Studenten der Hochschule für Grafik und Buchkunst Leipzig.
2001 gründete Claudius Nießen den Verein „Tippgemeinschaft e.V.“, der nicht nur die Herausgabe der Tippgemeinschaft begleitet, sondern das Wirken des Literaturinstituts insgesamt einem breiten Publikum vermitteln möchte. Für den Vertrieb der „Tippgemeinschaft“ zeichnet die Connewitzer Verlagsbuchhandlung verantwortlich. Traditionell erscheint die neue Jahresanthologie zur Leipziger Buchmesse im März in einer Auflage von 800 Stück und wird meist von einer Releaseparty im Deutschen Literaturinstitut begleitet. Die Jubiläumsausgabe 2012 erscheint erstmals mit einer beigelegten CD.

## Wahrnehmung in den Medien
Als Gemeinschaftspublikation aller Studierenden des DLL erfuhr die „Tippgemeinschaft“ bereits kurz nach dem Erscheinen der ersten Ausgabe 2003 ausführlich in einem Artikel auf Spiegel online eine erste Würdigung. In der Folge fand die Anthologie in mehreren Artikeln und Beiträgen Erwähnung u. a. in der FAZ, auf jetzt.de (2007) oder auf 1 Live (2010). Vor allem im Rahmen der Leipziger Buchmesse erfuhr die „Tippgemeinschaft“ durch zahlreiche Lesungen ein großes mediales Echo.  Die „Tippgemeinschaft“ hat sich seit einigen Jahren als öffentlichkeitswirksamer Publikationssort für junge Autoren einen festen Platz erobert. Mit der zunehmenden Etablierung der Anthologie hat sich das Interesse in den Medien allerdings verringert.

## Die Ausgaben
2003
- Herausgegeben von Claudius Nießen
- ISBN 978-3 000111-20-4

2004
- Herausgegeben von Claudius Nießen
- ISBN 978-3-980940-30-6

2005
- Herausgegeben von Claudius Nießen, Patrick Findeis, Lucy Fricke
- Gestaltung: Susanne Irmscher, Tim Klinger
- ISBN 978-3-980940-31-3

2006
- Herausgegeben von Lucy Fricke, Patrick Findeis, Thomas Pletzinger
- Gestaltung: Helmut Völter, Daniel Mudra
- Vorwort: Juli Zeh
- ISBN 978-3-981077-20-9

2007
- Herausgegeben von Katharina Adler, Thomas Pletzinger, Lennart Sakowsky, Alexander Langer
- Gestaltung: Daniela Greven, Franziska Raether
- Vorwort: Katja Lange-Müller
- ISBN 978-3-981077-21-6

2008
- Herausgegeben von Anke Bastrop, Roman Ehrlich, Lennart Sakowsky
- Illustrationen: Andreas Dürer
- Vorworte: Josef Haslinger, Tobias Hülswitt
- ISBN 978-3-937799-32-2

2009 
- Herausgegeben von Anke Bastrop, Wolfram Lotz, Johanna Maxl
- Gestaltung: Andreas Dürer, Maurice Göldner
- Vorwort: You-Il Kang
- ISBN 978-3-937799-39-1

2010
- Herausgegeben von Tobias Amslinger, Diana Feuerbach
- Gestaltung: Philip Neumann, Karen Laube; mit Fotografien von Katharina Blach und Jörn Siebert
- Vorwort: Ulf Stolterfoht
- ISBN 978-3-937799-44-5

2011
- Herausgegeben von Dagmara Kraus, Choleda Jasdany, Gerald Ridder
- Gestaltung: Benedikt Reichenbach
- Vorwort: Jan Peter Bremer
- ISBN 978-3-937799-55-1

2012
- Herausgegeben von Anna Schöning, Tim Holland, David Fruehauf, Normen Gangnus, Babet Mader, Therese Schreiber
- Gestaltung: Simone Müller, Therese Schreiber
- Vorwort: Claudius Nießen
- ISBN 978-3-937799-64-3

2013
- Herausgegeben von Markus Gottschall, Sandra Gugić, Christian Hoffmann, Domenico Müllensiefen, Paula Schweers, Juliane Stadelmann
- Gestaltung: Sandra Gugič
- Vorwort: Clemens Meyer
- ISBN 978-3-937799-68-1

2014
- Herausgegeben von Lene Albrecht, Maja-Maria Becker, Yevgeniy Breyger, Katherin Bryla, Lukas Lehfuß, Saskia Nitsche
- Gestaltung: Benjamin Buchegger, Jaroslaw Kubiak
- Vorwort: Ulrike Draesner
- ISBN 978-3-937799-70-4

2015
- Herausgegeben von Christina Esther Hansen, Margarita Iov, Maria Jansen, Artur Krutsch, Yade Yasemin Önder, Maruan Paschen
- Gestaltung: Katharina Köhler
- Vorwort: Judith Keller und Hannes Becker
- ISBN 978-3-937799-73-5

2016
- Herausgegeben von Sandra Burkhardt, Jonathan Böhm, Özlem Özgül Dündar, Alexander Kappe, André Patten, Sybilla Vričić Hausmann, Saskia Warzecha
- Gestaltung: Vivian Wu
- Vorwort: Ina Hartwig
- ISBN 978-3-937799-76-6

2017
- Herausgegeben von Ludwig Bader, David Blum, Anne Oltscher, Dorothee Riese, Lara Rüter, Lea Sauer
- Gestaltung: Malwine Stauss und Gemma Wilson
- Vorwort: Nadja Küchenmeister
- ISBN 978-3-937799-85-8

2018
- Herausgegeben von Sebastian Behr, Viktor Dallmann, Max Deibert, Katia Sophia Ditzler, Carla Hegerl, Katharina Kern, Verena Keßler, Julian Korb und Len Sander
- Gestaltung: Rita Sabbo
- Vorwort: Mely Kiyak
- ISBN 978-3-937799-87-2

2019
- Herausgegeben von Martin Dakovic, Selma Imhof, Mathis Kießling, Anna Kira Koltermann, Katharina Merhaut, Linn Penelope Micklitz, Cecilia Röski und Tobias Siebert
- Gestaltung: Julia Boehme
- ISBN 978-3-937799-90-2

2020
- Herausgegeben von Pia Birkel, Maya Cyrus, Louise Kenn, Kristina Jovanovic, Jana Krüger und Pauline van Gemmernt
- Gestaltung: HaNam Tran und Selin Göksu
- ISBN 978-3-937799-97-1

2024
- Herausgegeben von Anna Fišerová, Jona Rausch, Louis Kleinwächter, Lucia Hemker, und Michéle Yves Pauty
- Gestaltung: Clara Scheffler und Florian Wagner
- Vorwort: Martina Hefter und Sandra Gugić
- ISBN 978-3-948814-16-8

## Bekannte Autoren der Tippgemeinschaft
- Melanie Arns
- Nora Bossong
- Yevgeniy Breyger
- Martina Hefter
- Patrick Findeis
- Lucy Fricke
- Roman Graf
- Olga Grjasnowa
- Sandra Gugić
- Susanne Heinrich
- Christopher Kloeble
- Oliver Kluck
- Nadja Küchenmeister
- Sünje Lewejohann
- Thomas Pletzinger
- Bertram Reinecke
- Verena Rossbacher
- Ulrike Almut Sandig
- Saša Stanišić
- Andreas Stichmann
- Simon Urban
- Judith Zander